# F.E.A.R. 2: Project Origin
F.E.A.R. 2: Project Origin è un videogioco survival horror e sparatutto in prima persona, sviluppato dalla Monolith Productions e distribuito dalla Warner Bros. per PlayStation 3, Xbox 360 e Microsoft Windows. È il seguito di F.E.A.R.: First Encounter Assault Recon. È uscito in Europa il 13 febbraio 2009 e negli Stati Uniti il 10 febbraio 2009. Il 3 settembre 2009 è stato pubblicato un DLC per giocatore singolo, chiamato F.E.A.R. 2: Reborn. È uscito il seguito, F.3.A.R., il 27 maggio 2011 in tutta Europa.

## Storia

### Intervallo 1: Premonizione
Il gioco inizia circa mezz'ora prima della fine del primo F.E.A.R., col protagonista, Michael Becket, Sergente della squadra Delta Dark Signal, che riprende coscienza nel veicolo armato della sua squadra (composta da James Fox, Cedric Griffin, Redd Jankowski, Harold Keegan, Manuel Morales e Keira Stokes) a seguito di un'allucinazione causatagli da Alma. La missione consiste nel mettere sotto custodia cautelare Genevieve Aristide, una volta arrivato nel suo attico però viene investito dall'esplosione nucleare di Origin.

### Intervallo 2: Isolamento
Becket si risveglia sdraiato su un lettino di ospedale dove, da dietro un vetro, Genevieve Aristide ordina ai chirurghi di proseguire in un'azione al momento ancora ignota. Dopo esser svenuto, Becket si risveglia in un'altra stanza dell'ospedale e recuperando dei documenti viene a scoprire che tutta la sua squadra era stata portata in quell'ospedale dopo l'esplosione, sottoposta alla stessa operazione e fatta risvegliare in zone diverse dell'edificio, e inoltre, durante l'operazione, è stato inserito un congegno che amplifica le capacità telepatiche a lui e a tutta la squadra. Becket attraversa tutto l'ospedale per ricongiungersi con la sua squadra, scontrandosi con le forze Armacham comandate dal Colonnello Richard Vanek, che hanno lo scopo di distruggere tutte le prove che legano l'ATC con l'esplosione, il che consiste anche nell'uccidere Aristide e chiunque sia d'intralcio (come i medici e gli infermieri). Nel frattempo, Becket incontra James Fox che sostiene di sentire una donna che piange e, dopo aver sbattuto quest'ultimo contro un muro, viene trascinato inspiegabilmente dietro un angolo e di lui non rimane che uno scheletro insanguinato. Avanzando nell'ospedale, che più avanti si scoprirà essere un laboratorio clandestino dell'Armacham chiamato Harbinger Facility, Becket ritrova Redd Jankowski sdraiato su di un letto chirurgico e con una macchina che gli infilza la pancia con delle siringhe. Avanzando si scenderà sempre più in profondità e si scoprirà che le forze dell'ATC hanno intenzione di far saltare tutto l'edificio e l'obiettivo di Becket sarà adesso di scappare prima che questo accada.

### Intervallo 3: Ricognizione
Quando si trova nei livelli inferiori della Struttura Harbinger, Becket incontra delle creature che hanno parvenze di zombi ma si muovono molto più agilmente tanto che riescono persino ad arrampicarsi sui muri. Scoprirà anche che questi sono i primi prototipi di quelli che dovevano essere i comandanti telepatici dei Replicanti. Durante la fuga dall'ospedale, Becket e la sua squadra vengono contattati via radio da un uomo che si fa chiamare "Pugno di Serpente", che li avvisa del fatto che l'edificio sta per essere distrutto.

### Intervallo 4: Devastazione
Una volta fuggito dalla Struttura Harbinger, Becket si ritrova per le strade devastate di Auburn scontrandosi ancora con le forze Armacham e con dei cittadini ora mutanti che hanno la capacità di controllare i cadaveri dei soldati. Attraversando la città, Becket si troverà anche ad utilizzare le Armature Potenziate Super, degli esoscheletri potentissimi appartenenti ai Replicanti. Arrivato al punto d'incontro fissato allo stadio, anche Griffin sostiene di vedere una donna che dice di aver perso il suo bambino. Una volta che Becket, assieme a Stokes e Keegan, raggiunge il punto d'incontro, assiste alla scomparsa inspiegabile di Griffin. Becket e Stokes allora vanno all'APC, dove vengono portati davanti ad una scuola elementare dove Pugno di Serpente dice di trovarsi.

### Intervallo 5: Provocazione
Becket e Stokes si avviano con il veicolo armato verso la Scuola Elementare Wade che in realtà è un centro di reclutamento, camuffato da scuola, di bambini con forti capacità psichiche in grado un giorno di poter diventare dei comandanti telepatici. Nel piano sotterraneo segreto della scuola, Becket incontra Vanek e lo uccide senza troppe difficoltà, dopodiché incontra anche Pugno di Serpente, il cui vero nome è Terry Halford, che non è altro che uno scienziato Armacham e lo informa del fatto che Alma lo sta cercando e presto lo assorbirà se non andrà immediatamente a Still Island, dove si trova un amplificatore telestesico, nascosto in una centrale nucleare dismessa, che renderà Becket abbastanza potente da poter distruggere Alma solo con la forza di volontà. Dopo aver affidato a Becket un prototipo di arma sperimentale, Halford viene decapitato da un Assassino Replicante.

### Intervallo 6: Deterioramento
Dopo esser fuggiti dalla scuola, la squadra finisce in una stazione metropolitana a causa dei Replicanti e Keegan si allontana sostenendo di dover inseguire anche lui una donna. Becket si separa a sua volta cercando di fermarlo; non riuscendo mai ad avvicinarsi abbastanza a egli, Stokes gli ordina di lasciar perdere e di raggiungere Still Island tramite il tunnel sotterraneo utilizzato per i trasporti logistici, mentre lei raggiungerà l'isola a bordo del veicolo armato con Morales. Arrivato, Becket continua a cercare di inseguire Keegan, ma senza risultati.

### Intervallo 7: Unione
Una volta che Becket raggiunge Still Island, di Keegan non si hanno più notizie. Becket si riunisce con Stokes e Morales, quest'ultimo rimane però al veicolo armato per fornire copertura nel caso arrivino i Replicanti, lasciando andare avanti solo Becket. Entrati nel reattore, Becket accende l'amplificatore e si fa legare da Stokes alla sedia che si trova all'interno di questo. All'ultimo momento compare Aristide, che spegne l'amplificatore, ferisce Stokes e intende usare Becket come esca per catturare Alma, ma questa arriva prima che Aristide possa finire di parlare. Alma si avvicina a Becket, lo bacia e gli causa un'allucinazione. Becket deve continuamente attivare l'apparecchiatura, mentre Alma nel mondo reale sta avendo un rapporto sessuale con lui, che egli percepisce solo per mezzo della voce ansimante di ella e di alcuni flash azzurri che la mostrano nuda su lui. Ostacolato da Keegan, che si dice invidioso del fatto che Alma preferisca Becket (le bruciature sul suo corpo sono un evidente segno del rifiuto di Alma), quest'ultimo riesce ad eliminarlo, attivare l'amplificatore e a sedersi in esso. Tornato alla realtà, Becket ritrova Alma poco distante da lui, ormai incinta e prossima al parto, la quale gli si avvicina, gli prende la mano e l'appoggia sulla pancia. Becket riesce ad udire il cuore del bambino che Alma porta in sé.

## F.E.A.R. 2: Reborn
Non è chiaro quando gli eventi dell'espansione prendono luogo in Project Origin, probabilmente dopo l'intervallo 3, con la riattivazione dei Replicanti.

### Intervallo 1: Replicante
Foxtrot 813, Replicante della Compagnia Foxtrot, viene mandato in missione con un'Armatura Potenziata per sgomberare un avamposto Replica dagli uomini dell'ATC. Una volta uccisi, gli viene dato l'ordine di lasciare l'armatura e raggiungere la Compagnia Foxtrot nell'avamposto Sigma.

### Intervallo 2: Contatto
Una volta raggiunto il posto, vi sono delle interferenze via radio. Al Replicante viene chiesto di ripristinare le comunicazioni ma, durante il processo, Paxton Fettel gli si presenta davanti, comunicandogli parole non ben chiare e creandogli un'allucinazione.

### Intervallo 3: Fuga
Al suo risveglio, Foxtrot 813 si rende conto di aver ucciso gli altri Replicanti e da qui inizia la sua fuga, quando l'ascensore su cui si trovava viene colpito. A quel punto, Fettel gli si ripresenta davanti e gli chiede di raggiungere l'epicentro dell'esplosione di Auburn.

### Intervallo 4: Guida
Dopo aver passato i canali fognari, Foxtrot 813 incontra in svariate occasioni Alma nella sua forma giovane, che sembri lo voglia mettere in guardia su qualcosa. All'esterno, le rovine di Auburn sono piene di Replicanti che non trovano momento migliore per cercare di catturare Foxtrot 813, ma senza successo. Le allucinazioni sembrano man mano aumentare, il che preannuncia l'avvicinamento al cratere.

### Intervallo 5: Rinascita
Alla fine, Foxtrot 813 arriva sull'epicentro dell'esplosione e incontra Fettel, il quale fa togliere il casco al Replicante e prende possesso del suo corpo, dicendo queste parole: Sono...rinato.

## Modalità di gioco
Il mondo di gioco è stato arricchito da edifici distruttibili. Oltre alla presenza di kit medici, Monolith ha optato per una barra di energia che si ricarica lentamente da sola, quindi nella concitazione bisogna trovare un riparo dove riprendersi dalle ferite. Altro punto di forza di Project Origin sono poi le Armature Potenziate, esoscheletri da guerra muniti di mitra e lanciamissili da indossare per essere quasi degli emuli di Iron Man.
Le armi presenti sono state sostituite rispetto a quelle del primo capitolo, tranne alcune il cui "look" è stato aggiornato (come la Martellatrice). Da notare come il gioco sia diventato più violento e splatter, con gli arti che volano e spruzzi di sangue.